# Berndtite
La berndtite è un minerale appartenente al gruppo della melonite.